# Olympus rallye 1987
Olympus rallye 1987 byla sedmou soutěží mistrovství světa v rallye 1987. Zvítězil zde juha Kankkunen s Lancií Delta HF.
Soutěž provázely organizační zmatky. Na trati došlo ke sražce několika vozů a Markku Alen s vozem Lancia Delta HF byl spomalen pořadatelským vozem. Vedl tak Miki Biasion a druhý byl Juha Kankkunen, oba s vozy Lancia. V soutěži startoval i tým Toyota. Björn Waldegaard byl s vozem Toyota Supra až osmý. Alenovi praskla brzdová hadice a byl na třetí pozici. čtvrtý byl Millen s vozem Mazda 323 4WD. Biasiona ale zpomalila uvolněná svíčka. Navíc tým Lancia přistoupil k týmové režii. Pro vítězství tak dojel Kankkunen před Biasionem a Alenem. 

## Výsledky
1. Juha Kankkunen, Piironen – Lancia Delta HF
2. Miki Biasion, Siviero – Lancia Delta HF
3. Markku Alen, Kivimaki – Lancia Delta HF
4. Millen, Bellefleur – Mazda 323 4WD
5. Alessandrini, Alessandrini – Lancia Delta HF
6. Björn Waldegaard, Gallagher – Toyota Supra
7. Jorge Recalde, Del Buono – Lancia Delta HF
8. Shekhar Mehta, Mehta – Nissan 200SX
9. Per Eklund, Whittock – Nissan 200SX
10. Smith, Ward III. – Toyota Corolla GT